# Montfort-sur-Argens
Montfort-sur-Argens är en kommun i departementet Var i regionen Provence-Alpes-Côte d'Azur i sydöstra Frankrike. Kommunen ligger i kantonen Cotignac som tillhör arrondissementet Brignoles. År 2022 hade Montfort-sur-Argens 1 464 invånare.

## Befolkningsutveckling
Antalet invånare i kommunen Montfort-sur-Argens
| Referens: INSEE |